# Miguel de la Guardia y Corencia
Miguel de la Guardia y Corencia (Villacarrillo, província de Jaén, 27 de febrer de 1847 - Granada, 5 de febrer de 1899) fou un jurista i polític andalús, diputat a Corts Espanyoles durant la restauració borbònica i senador per la província de Granada.

## Biografia
Llicenciat en dret, fou catedràtic de dret civil de la Universitat de València el 1887-1891. Políticament fou elegit diputat pel districte de Baeza a les eleccions generals espanyoles d'agost de 1872 i pel de Girona a les eleccions generals espanyoles de 1886. El 1888 va deixar l'escó quan fou nomenat Director General de Gràcia i Justícia. A les eleccions generals espanyoles de 1893 fou escollit novament diputat pel districte d'Ordes (província de la Corunya).